# Carry That Weight
Pistes de Abbey Road
Golden Slumbers The End
Carry That Weight est une chanson du groupe britannique les Beatles. Elle a été écrite par Paul McCartney, mais créditée Lennon/McCartney. Elle apparaît sur l’album Abbey Road sorti en 1969. Elle constitue le sixième titre du fameux medley apparaissant sur la face 2 du 33 tours original.

## Enregistrement de la chanson
Dans le documentaire The Beatles: Get Back, de Peter Jackson sortie en 2021, on voit McCartney jouer la chanson qui possède des couplets incomplets.
Bien que Carry That Weight semble n’être qu’une des chansons du medley et soit créditée de cette manière sur l’album, elle fut en réalité enregistrée séparément, dans le but de réaliser un single avec la chanson précédente, Golden Slumbers.
L’enregistrement de la piste de base a eu lieu le 2 juillet 1969 avec Golden Slumbers en une seule chanson aux studios Abbey Road. Quinze prises furent enregistrées cette journée, puis des overdubs furent ajoutées aux pistes 13 et 15. Ces overdubs donnèrent les prises 16 et 17. Le surlendemain, des overdubs furent ajoutés à la prise 17. À la fin du mois, les 30 et 31 juillet, puis le 15 août 1969, d’autres overdubs furent ajoutés à la prise 17, qui fut choisie comme version finale.

## Structure musicale
Carry That Weight commence dans la foulée de Golden Slumbers — les deux titres furent enregistrés en une seule pièce — par la phrase répétée deux fois Boy, you’re gonna carry that weight, carry that weight a long time (« mon garçon, tu vas porter ce poids pour longtemps »). Puis arrive un troisième couplet de You Never Give Me Your Money, la première chanson du medley, cette fois accompagné d’un arrangement de cordes et de cuivres. Le refrain revient avant que des arpèges de guitare à effet Leslie, les mêmes que ceux que l’on entend à la fin de You Never Give Me Your Money, ne permettent d’enchaîner sur le titre suivant, The End.

## Analyse des paroles
Carry That Weight permet de ramener le medley vers son sujet de départ : les problèmes financiers et la difficulté d’être une superstar. Les paroles relatent les angoisses de Paul McCartney quant à ce qui semblait être et était la fin des Beatles. Il avoua plus tard que toutes les disputes sur les finances et le management l’avaient plongé dans les heures les plus sombres de sa vie.

## Personnel
- Paul McCartney – chant, piano, guitare électrique, chœurs
- George Harrison – guitare électrique, basse à 6 cordes, chœurs
- Ringo Starr – batterie, chœurs
- John Lennon - choeurs
- George Martin – orchestration